# Les Chroniques d'Hamalron
Vous venez d’apposer le modèle de débat d'admissibilité.
Avant toute chose, veuillez créer la page de débat correspondante en cliquant ici.
- Une fois la page de vote initialisée, rafraîchissez cette page, et le bandeau prendra son aspect définitif.
- Si votre débat d'admissibilité est groupé (le motif et l’argumentation doivent être les mêmes), modifiez cette page pour ajouter au modèle le paramètre « cat » suivi du nom de la page de discussion de l’article pour lequel la page de débat existe déjà (ex. : cat=Discussion:Nom_de_l'autre_article). Ensuite, suivez les nouvelles instructions qui apparaissent.
- Vous pouvez également utiliser le paramètre « type » pour faciliter l’accès aux critères d’admissibilité. Exemple : {{suppression|type=mot-clé}}. Liste des mots-clés existants : fiction, musique, art visuel, fanzine, jeu de société, porno, sportif, association, enseignement, société, site web, route, nombre, (Liste complète ici).

| 1. | Créez la page de débat d'admissibilité.                                                                      | Sauvegardez d’abord la page pour l’initialiser puis indiquez votre motivation.                   |
| 2. | Important : ajoutez une entrée dans la section Débat d'admissibilité du jour.                                | Utilisez ce texte : *{{L\|Les Chroniques d'Hamalron}}                                            |
| 3. | Pensez à informer les contributeurs principaux de la page et les projets associés lorsque cela est possible. | Utilisez ce texte : {{subst:Avertissement débat d'admissibilité\|Les Chroniques d'Hamalron}}~~~~ |

Les Chroniques d'Hamalron est une série de livres-jeux composée de trois livres, parue chez Alkonost et Mégara Entertainment,.

## Composition de la série
1. Le Royaume de la discorde, de Rémi Dekoninck, illustrations d'Olivier Raynaud, juillet 2017,  (ISBN 9791097577001).
2. La Cité des Proscrits, de Rémi Dekoninck, illustrations d'Olivier Raynaud, décembre 2017,  (ISBN 9791097577018).
3. Le Sire aux tristes couleurs, de Rémi Dekoninck, illustrations d'Olivier Raynaud, février 2020,  (ISBN 9791097577094).